# Нюрнбергское астрономическое общество
Нюрнбергское астрономическое общество (нем. die Nürnberger Astronomische Gesellschaft; NAG) объединяет любителей астрономии нюрнбергского региона. Основанное в 2004 году общество занимается сохранением и развитием вековых астрономических традиций региона.
Общество содействует распространению знаний об астрономии, привлекает внимание общественности к астрономии и родственным темам путём проведения докладов, конференций, конгрессов.
Наряду с физическими лицами в астрономическом обществе состоят школы, нюрнбергский планетарий, предприятия и организации.
В 2007 году астрономическое общество участвовало в установке обелиска в  память об Г. Х. Айммарте и учреждённой им первой нюрнбергской обсерватории. Обелиск установлен в одном из бастионов Нюрнбергской крепости — на месте нахождения обсерватории.
В рамках проведения мероприятий, приуроченных к Международному году астрономии, который отмечался ООН в 2009 году, астрономическое общество организовало два пеших экскурсионных городских маршрута по Нюрнбергу: один (нем. Astronomieweg) — по местам, связанным с астрономией (25 пунктов маршрута), другой (нем. Sonnenuhrenweg) — по местам, напоминающим о солнечных часах города (19 пунктов) .